# Greg Grunberg
Greg Grunberg (11 juli 1966, Los Angeles) is een Amerikaans acteur.

## Carrière
Al vanaf zijn jeugdjaren is Grunberg goed bevriend met film- en televisieproducent J.J. Abrams. De twee hebben samengewerkt in titels zoals Felicity, Alias, Lost en The Catch.
Grunberg kreeg bekendheid door zijn rol van Matt Parkman in Heroes.
Grunberg is sinds 19 december 1992 getrouwd met Elizabeth Dawn Wershow en samen hebben ze drie kinderen: Jack, Sam en Ben.

## Filmografie en televisie
- The Fabelmans (2022)
- Lego Star Wars: The Skywalker Saga (2022)
- Star Wars: Episode IX: The Rise of Skywalker (2019)
- A Star Is Born (2018)
- Star Trek: Beyond (2016)
- Star Wars: Episode VII: The Force Awakens (2015)
- Big Ass Spider (2013)
- Baby Daddy, seizoen 1, aflevering 9 (A Wheeler Family Christmas Outing) (2012)
- Chez Upshaw (2012)
- Group Sex (2010)
- Kill Speed (2010)
- Heroes (tv) (2006-2010)
- The Jake Effect (tv) (2006)
- Mission: Impossible III (2006)
- The Darkroom (2006)
- Grand Union (2006)
- House M.D., seizoen 2, aflevering 14 (Sex Kills) (2006)
- Lost (tv) (2005)
- The Catch (tv) (2005)
- Connie and Carla (2004)
- The Ladykillers (2004)
- Malibu's Most Wanted (2003)
- Austin Powers in Goldmember (2002)
- Alias (tv) (2001-2006)
- NYDP Blue (tv) (2001)
- Hollow Man (2000)
- The Muse (1999)
- Felicity (tv) (1998-2002)
- BASEketball (1998)